# Femme de Naharon
La Femme de Naharon, également connue comme l'Ève de Naharon, est le nom donné au squelette fossile d'un Homo sapiens de sexe féminin, âgé de 25 à 30 ans lors de sa mort, trouvé dans la section Naharon de la grotte sous-marine Sistema Naranjal, au Mexique, près de la ville de Tulum, à environ 130 km au sud-ouest de Cancún. Le squelette est daté de 13 600 ans par le carbone 14.

## Géologie
Le sous-système Naranjal fait partie du système de Ox Bel Ha des cavernes de Tulum.

## Historique
Au cours des explorations archéologiques du cénote de Naharon, situé à environ 130 km au sud-ouest de Cancún, les restes de la femme de Naharon ont été découverts et signalés en 2000 par Octavio del Río à l'Institut national d'anthropologie et d'histoire (INAH), dans le cadre d'un premier catalogue archéologique des cénotes et grottes de l'État du Quintana Roo.
Le projet se développe ultérieurement en un atlas archéologique qui comprend le reste des cénotes de la péninsule du Yucatan, un projet codirigé par Arturo Gonzales, Carmen Rojas et Octavio Del Río.

## Fossile
L'analyse des ossements de la femme de Naharon a montré qu'elle est décédée vers 25-30 ans, qu'elle mesurait 1,41 m pour une cinquantaine de kilos.

Il semble qu'elle souffrait du syndrome de Klippel-Feil, de type II.
Les restes ont fait l'objet d'une reconstruction faciale en 2018.

## Datation
Le squelette de la femme de Naharon a été daté de 13 600 ans par le carbone 14, ce qui en fait l'un des plus anciens fossiles humains connus dans les Amériques. Le fossile de Naharon est plus ancien d'environ 1 000 ans que deux squelettes ayant livré des informations génétiques : la femme de Naia, trouvée en 2007 dans la même région, et le garçon d'Anzick (en), trouvé en 1968 dans le Montana, aux États-Unis. D'autres squelettes découverts avec la femme de Naharon auraient entre 11 000 et 14 000 ans.